# Campeonato Mundial de Halterofilismo de 2022 - Até 55 kg feminino
A categoria até 55 kg feminino foi um evento do Campeonato Mundial de Halterofilismo de 2022, disputado em Bogotá, na Colômbia, no dia 7 de dezembro de 2022.

## Calendário
Horário local (UTC-5)
| Dia           | Horário | Fase    |
| ------------- | ------- | ------- |
| 7 de dezembro | 14:00   | Grupo B |
| 7 de dezembro | 19:00   | Grupo A |

## Medalhistas
| Evento    | Ouro               | Ouro   | Prata                    | Prata  | Bronze                   | Bronze |
| --------- | ------------------ | ------ | ------------------------ | ------ | ------------------------ | ------ |
| Arranque  | Hidilyn Diaz (PHI) | 93 kg  | Ana Gabriela López (MEX) | 90 kg  | Rosalba Morales (COL)    | 89 kg  |
| Arremesso | Hidilyn Diaz (PHI) | 114 kg | Rosalba Morales (COL)    | 110 kg | Shoely Mego (PER)        | 109 kg |
| Total     | Hidilyn Diaz (PHI) | 207 kg | Rosalba Morales (COL)    | 199 kg | Ana Gabriela López (MEX) | 198 kg |

## Recordes
Antes desta competição, o recorde mundial da prova era o seguinte:
| Recorde         | Tipo      | Atleta            | Peso   | Local    | Data                   |
| Recorde Mundial | Arranque  | Li Yajun (CHN)    | 102 kg | Asgabade | 3 de novembro de 2018  |
| Recorde Mundial | Arremesso | Liao Qiuyun (CHN) | 129 kg | Pattaya  | 20 de setembro de 2019 |
| Recorde Mundial | Total     | Liao Qiuyun (CHN) | 227 kg | Pattaya  | 20 de setembro de 2019 |

## Resultado
Os resultados foram os seguintes. 
| Pos.              | Atleta                       | Grupo | Arranque (kg) | Arranque (kg) | Arranque (kg) | Arranque (kg)     | Arremesso (kg) | Arremesso (kg) | Arremesso (kg) | Arremesso (kg)    | Total |
| Pos.              | Atleta                       | Grupo | 1             | 2             | 3             | Resultado         | 1              | 2              | 3              | Resultado         | Total |
| ----------------- | ---------------------------- | ----- | ------------- | ------------- | ------------- | ----------------- | -------------- | -------------- | -------------- | ----------------- | ----- |
| Medalha de ouro   | Hidilyn Diaz (PHI)           | A     | 90            | 93            | 96            | Medalha de ouro   | 114            | 117            | 121            | Medalha de ouro   | 207   |
| Medalha de prata  | Rosalba Morales (COL)        | A     | 86            | 89            | 89            | Medalha de bronze | 110            | 115            | 115            | Medalha de prata  | 199   |
| Medalha de bronze | Ana Gabriela López (MEX)     | A     | 90            | 94            | 94            | Medalha de prata  | 105            | 108            | 110            | 5                 | 198   |
| 4                 | Andreea Cotruţa (ROU)        | A     | 87            | 90            | 90            | 4                 | 107            | 112            | 112            | 6                 | 194   |
| 5                 | Shayla Moore (USA)           | A     | 86            | 89            | 89            | 6                 | 108            | 111            | 112            | 4                 | 194   |
| 6                 | Nigora Abdullaeva (UZB)      | A     | 83            | 86            | 89            | 7                 | 100            | 105            | 106            | 7                 | 192   |
| 7                 | Shoely Mego (PER)            | A     | 83            | 83            | 83            | 10                | 108            | 108            | 109            | Medalha de bronze | 192   |
| 8                 | Josée Gallant (CAN)          | B     | 82            | 84            | 86            | 5                 | 103            | 103            | 104            | 14                | 190   |
| 9                 | Chen Guan-ling (TPE)         | A     | 85            | 85            | 88            | 8                 | 105            | 110            | 110            | 8                 | 190   |
| 10                | Irene Borrego (MEX)          | A     | 85            | 85            | 88            | 9                 | 105            | 108            | 109            | 9                 | 190   |
| 11                | Juliana Klarisa (INA)        | A     | 79            | 82            | 82            | 13                | 103            | 105            | 109            | 10                | 187   |
| 12                | Catrin Jones (GBR)           | B     | 82            | 82            | 84            | 11                | 101            | 101            | 104            | 12                | 186   |
| 13                | Rose Harvey (CAN)            | B     | 78            | 81            | 83            | 14                | 99             | 102            | 104            | 13                | 185   |
| 14                | Jennifer Hernández (ECU)     | B     | 77            | 80            | —             | 15                | 95             | 104            | 107            | 11                | 184   |
| 15                | Katrine Bruhn (DEN)          | A     | 79            | 82            | 84            | 12                | 101            | 104            | 105            | 15                | 183   |
| 16                | Victoria Grenni (ESA)        | B     | 73            | 76            | 76            | 18                | 91             | 95             | 98             | 17                | 171   |
| 17                | Olga Shapiro (ISR)           | B     | 75            | 78            | 78            | 16                | 88             | 91             | 93             | 18                | 169   |
| 18                | Issi Agrait (PUR)            | B     | 72            | 77            | 77            | 17                | 80             | 90             | 95             | 19                | 167   |
| 19                | Iris Leguizamón (PAR)        | B     | 70            | 70            | 70            | 20                | 90             | 95             | 100            | 16                | 165   |
| 20                | Roni Shaham (ISR)            | B     | 71            | 71            | 71            | 19                | 85             | 85             | 89             | 20                | 160   |
| —                 | Enkhbaataryn Enkhtamir (MGL) | A     | 86            | 87            | 87            | —                 | —              | —              | —              | —                 | —     |